# 因河畔加尔斯
因河畔加尔斯是德国巴伐利亚州的一个市镇。总面积43.66平方公里，总人口3750人，其中男性1919人，女性1831人（2011年12月31日），人口密度86人/平方公里。

## 友好城市
- 法國 阿宰勒费龙